# Cancer pancreatic
Cancerul pancreatic apare atunci când celulele din pancreas, un organ glandular din spatele stomacului, încep să se multiplice fără control și formează un neoplasm. Aceste celule canceroase au abilitate malignă de a invada alte părți ale corpului. Există mai multe tipuri de cancer pancreatic. Cel mai comun, adenocarcinomul pancreatic, apare la circa 85% dintre cazuri. Aceste adenocarcinoame apar în zona pancreasului ce secretă enzime digestive. Unul sau două din o sută de cazuri de cancer pancreatic sunt tumori neuroendocrine ce apar din celule ce produc hormoni ale/ai pancreasului. În general, acestea sunt mai puțin agresive. Semnele și simptomele celei mai comune forme de cancer pancreatic pot include piele îngălbenită, durere abdominală sau dureri de spate, pierdere neexplicabilă în greutate, scaune deschis colorate, urină închisă la culoare și pierderea apetitului. De obicei, nu există simptome în stagiile primare ale bolii, iar simptomele specifice, suficiente pentru a suspecta cancerul pancreatic, nu apar, în general, până ce boala nu a ajuns într-un stadiu avansat. De multe ori, până la momentul diagnosticării, cancerul pancreatic se extinde în alte părți ale corpului.

## Cauze, mecanism și diagnostic
Cancerul pancreatic apare foarte rar înainte de vârsta de 40 de ani și mai mult de jumătate dintre cazurile de adenocarcinom pancreatic apar la persoanele de peste 70 de ani. Factorii de risc pentru cancer pancreatic includ fumatul, obezitatea, diabetul și anumite boli genetice rare. Aproximativ 25% dintre cazuri au legătură cu fumatul, și 5-10% sunt legate de gene moștenite. Cancerul pancreatic este, de obicei, diagnosticat printr-o combinație de imagistică medicală, precum ultrasunetele sau tomografie computerizată, analizele de sânge și examinarea biopsiilor. Boala este divizată în stagii, de la stadiul prematur (stadiul I) până la cel avansat (stadiul IV). S-a descoperit că screeningul cancerului nu este eficient la populația generală.

## Prevenție și tratament

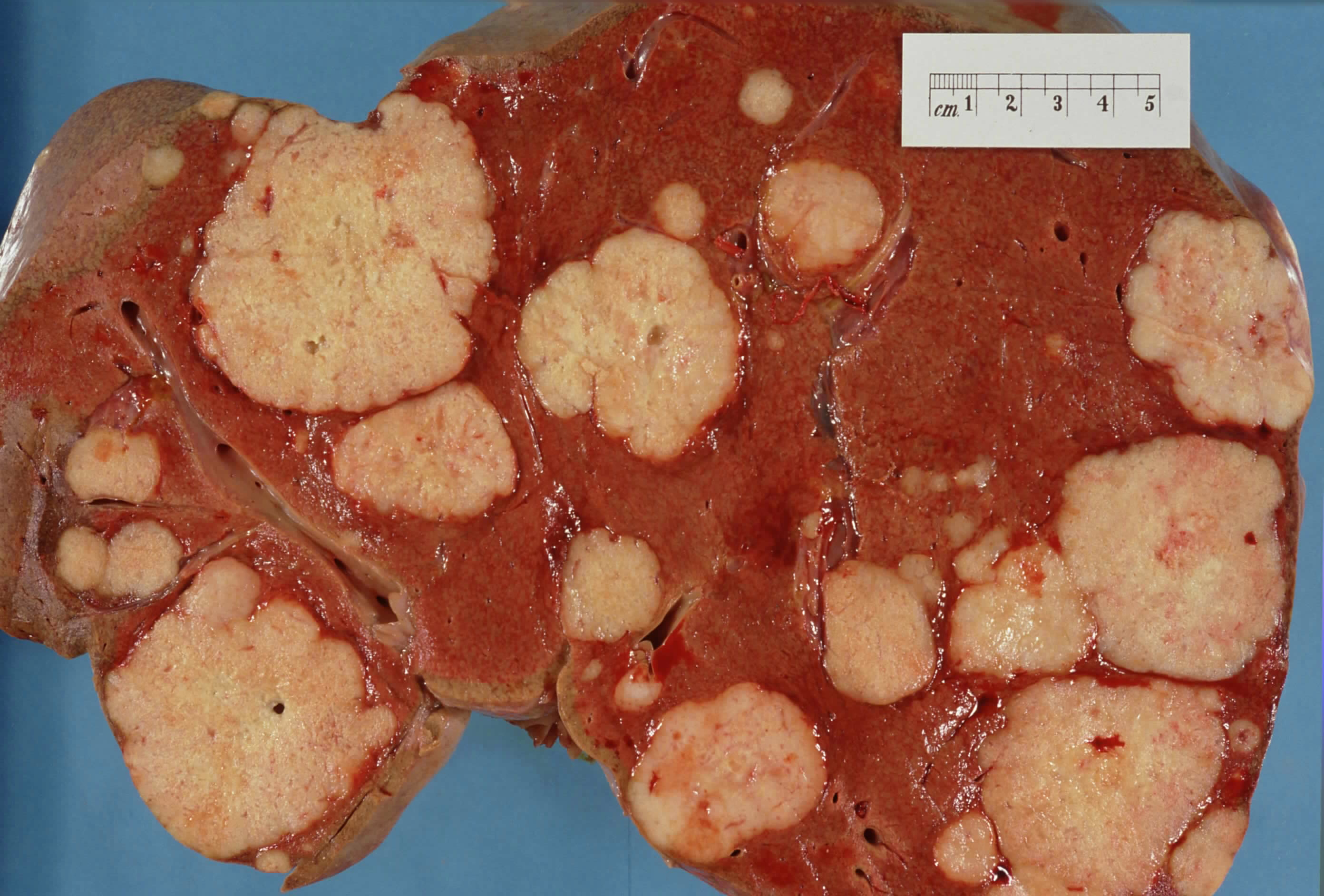
O secțiune transversală a unui ficat uman, prelevată în cadrul unei autopsii, arată multiple depozite tumorale mari, palide. Tumora este un adenocarcinom, derivat dintr-o leziune primară localizată în corpul pancreasului.

Pentru a preveni cancerul pancreatic, sunt recomandate menținerea unei greutăți corporale normale și limitarea consumului de carne roșie sau carne procesată. Șansele unui fumător de a dezvolta această boală scad, dacă acesta renunță la fumat și revin la acelea ale restului populației după 20 de ani. Cancerul pancreatic se poate trata prin intervenție chirurgicală, radioterapie, chimioterapie, îngrijire paliativă sau o combinație a acestora. Opțiunile de tratare sunt stabilite parțial de stadiul cancerului.  Intervenția chirurgicală este singurul tratament ce poate vindeca boala; De asemenea, aceasta poate fi efectuată pentru a se încerca îmbunătățirea calității vieții, fără potențial de vindecare. Calmarea durerii și medicamentele ce îmbunătățesc digestia sunt uneori necesare. Îngrijirea paliativă prematură este recomandată chiar și celor ce primesc un tratament ce vizează vindecarea.

## Epidemiologie, prognoză, societate și cultură
În anul 2012, cancerul pancreatic de toate tipurile era unul dintre șapte cele mai comune cauze de deces provocate de cancer, rezultând 330.000 de decese la nivel mondial. În Statele Unite ale Americii, cancerul pancreatic este a patra cea mai comună cauză de deces provocată de cancer. Boala apare cel mai des în lumea civilizată, unde au fost descoperite circa 70% din cazurile noi, în anul 2012. Adenocarcinomul pancreatic are, în general, un prognostic scăzut: după diagnosticare, 25% dintre oameni mai supraviețuiesc doar un an, iar 5% timp de cinci ani. Pentru cazurile de cancer diagnosticate din timp, rata de supraviețuire de cinci ani crește până la 20%. Cazurile de cancer neuroendocrin au rezultate mai bune; După cinci ani, aproximativ 65% dintre oameni încă sunt în viață.